# Rathaus Rosenheim

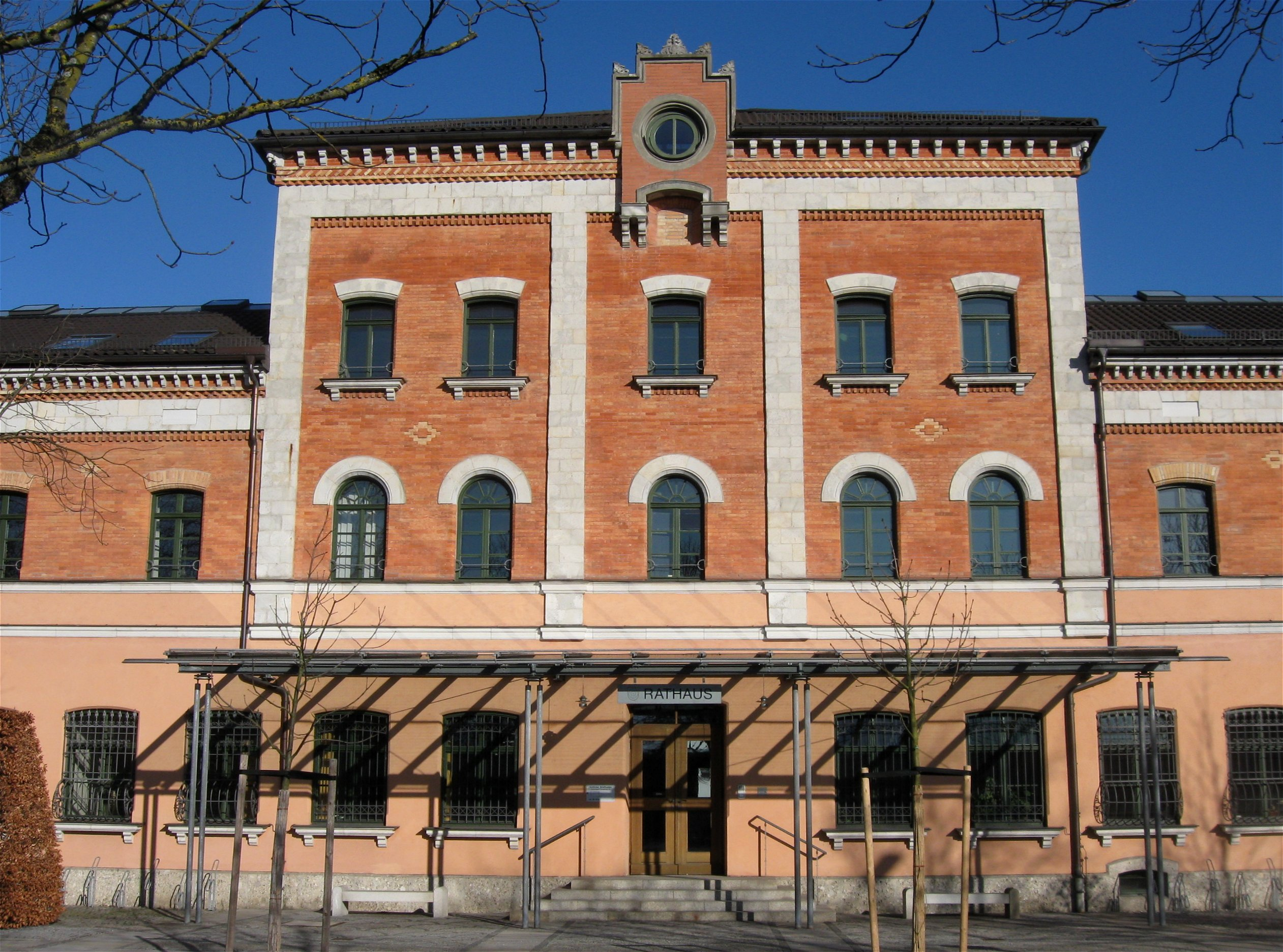
Rathausstr. 17

Das Rathaus Rosenheim, Königstraße 24, wird seit 1878 als Rathaus der oberbayerischen Stadt Rosenheim genutzt. Ursprünglich diente das Gebäude als Bahnhof. Der Außenbereich des Rathauses wird regelmäßig als Drehort für die ZDF-Serie Die Rosenheim-Cops genutzt.

## Geschichte

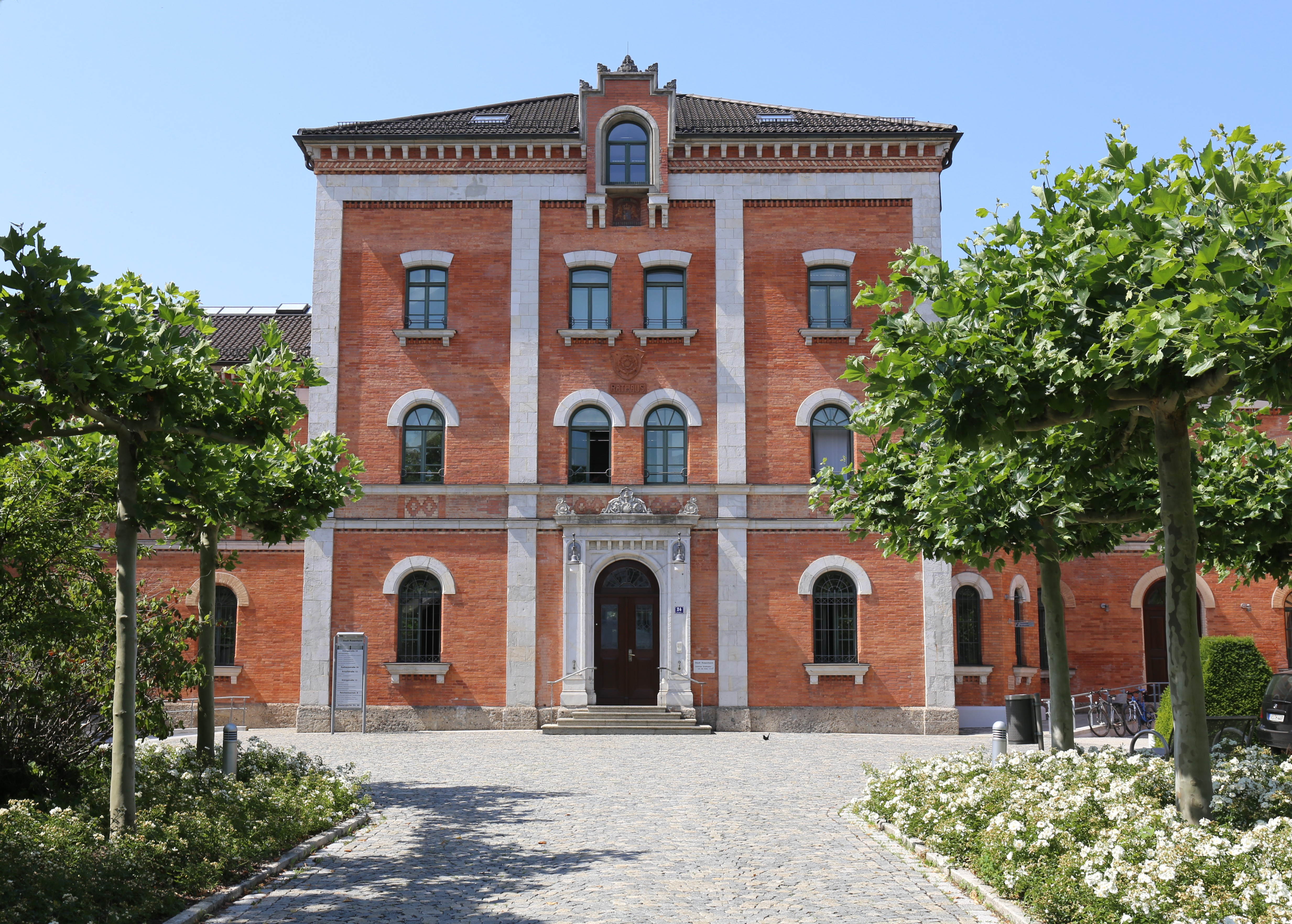
Königstr. 24

Da der Bau der Bahnstrecke München–Rosenheim als Teil der bayerischen Maximiliansbahn im Jahr 1857 vollendet werden sollte, wurde ein Bahnhofsgebäude nötig. Da die Genehmigung jedoch erst im selben Jahr erfolgte, war der erste Rosenheimer Bahnhof, der bei den heutigen Luitpoldanlagen lag, ein Provisorium. Ursprünglich war die Eröffnung für den 1. November 1857 vorgesehen, doch König Maximilian II. Joseph hatte inzwischen entschieden, den Bau erst einzuweihen, wenn die Bahnstrecke Salzburg erreichte. Der Bau des eigentlichen Bahnhofs wurde unabhängig vom Provisorium zügig vorangetrieben, sodass 1858 die Gleisanlagen eröffnet werden konnten. Nun gab es also das eigentliche Bahnhofsgebäude und weiter westlich den provisorischen Bau. Mit sieben Gleisen war der alte Rosenheimer Bahnhof nach München der größte an der Maximiliansbahn. Im Jahr 1876 wurde aufgrund der unzureichenden Platzverhältnisse am alten Standort der Beschluss zum Bau eines neuen Bahnhofs gefasst, der bis heute in Betrieb ist. Dem alten Gebäude wurde eine neue Funktion als Rathaus zugewiesen, in dem 1878 erstmals eine Stadtratssitzung stattfand. Bis 1997 wurden im Inneren des Rathauses verschiedene Umbauten, Abbrüche und Erweiterungen vorgenommen.